# Ninnius Crassus
Ninnius Crassus – poeta rzymski, który żył pod koniec okresu republikańskiego. Według gramatyka Priscjana tłumaczył Iliadę na łacinę.